# Comissão Warren

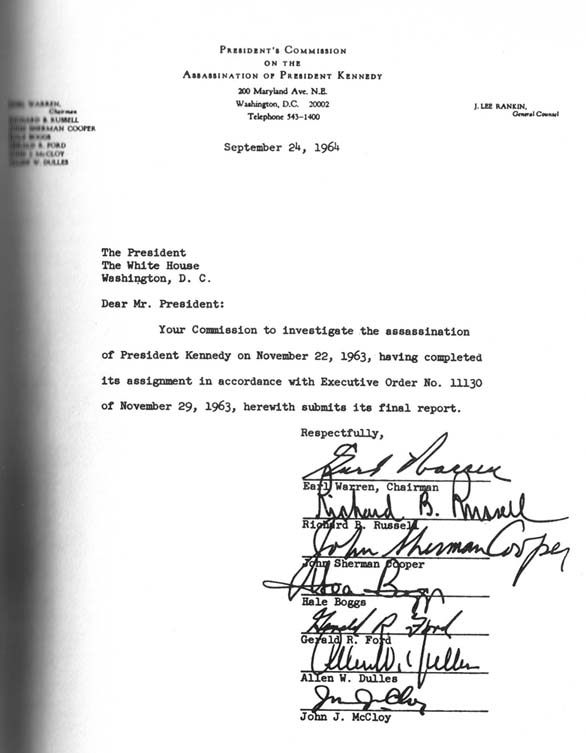
Capa do relatório da Comissão Warren

A Comissão Warren (nome oficial The President's Commission on the Assassination of President Kennedy), foi estabelecida em 29 de Novembro de 1963 pelo presidente dos Estados Unidos Lyndon B. Johnson para investigar o assassinato do presidente John F. Kennedy. 
A Comissão recebeu o nome do seu presidente, Earl Warren, magistrado e presidente da Suprema Corte dos Estados Unidos. Os restantes membros foram:
- Congressista Hale Boggs, democrata - (Luisiana)
- Senador John Sherman Cooper, republicano - (Kentucky)
- Ex-director da CIA, Allen Dulles
- Congressista Gerald Ford, republicano - (Michigan), futuro Vice-presidente e Presidente dos Estados Unidos
- Ex-presidente do Banco Mundial John J. McCloy
- Senador Richard Russell Jr, democrata - (Geórgia)

## Conclusões da comissão
As conclusões da Comissão Warren resumem-se no seguinte:
1. Os disparos foram feitos a partir de uma janela do sexto piso do Texas School Book Depository
2. Só se realizaram três disparos
3. A mesma bala que feriu o presidente no pescoço atingiu também o governador Connally
4. Os disparos foram feitos por Lee Harvey Oswald
5. Oswald assassinou um policial 45 minutos depois do ataque ao presidente
6. Oswald resistiu à prisão tentando disparar contra outro policial
7. O tratamento dado a Oswald pela polícia foi correcto, excepto na permissividade que mostrou no acesso da imprensa ao acusado e que foi contraproducente
8. O assassinato de Oswald por Jack Ruby foi realizado sem apoio de ninguém da polícia e critica-se a este corpo pela decisão de trasladar o acusado para a prisão à vista do público
9. Não houve conspiração nem de Oswald nem de Ruby nos factos que se investigam
10. Nenhum agente do governo esteve envolvido em qualquer conspiração relativa aos crimes
11. Oswald actuou isolado, sem qualquer apoio para assassinar o presidente, e a sua única motivação era pessoal
12. Os Serviços Secretos, encarregues da protecção ao presidente, não  actualizaram os seus procedimentos de acordo com as novas necessidades de movimento do presidente, pelo que as devem rever